# Konwersja (socjologia)
Pojęcie konwersji – trudności definicyjne
Nie istnieją chyba w naukach społecznych pojęcia mające doniosłe znaczenie, które byłyby jednoznaczne i nie nastręczałyby trudności definicyjnych. Powodem takiego stanu rzeczy jest ogromne zróżnicowanie i zmienność zjawisk społecznych, przede wszystkim wielość paradygmatów badawczych.
Pojęcie konwersji nie jest wyjątkiem. Okazuje się, bowiem, że w tym przypadku jak stwierdza Elżbieta Hałas „Consensus socjologów właściwie kończy się na stwierdzeniu, że konwersja to radykalna zmiana."
Również „Słownik wyrazów obcych” wskazując na łaciński źródłosłów (conversio – obrót, zmiana)pozostawia szczegóły tego zagadnienia do ustalenia badaczom. „Konwersja (...) (relig.) – zmiana wyznania, zwłaszcza przejście na katolicyzm, (społ.) gwałtowna zmiana światopoglądu jednostki lub grupy."
Aby uściślić definicję skrótowo przytoczmy najważniejsze koncepcje wypracowane przez socjologów badających konwersję.
Większość badaczy konwersji zgadza się ze sobą w dwu zasadniczych punktach:
1. Konwersja to zmiana i to podkreślają definicje słownikowe, ale
2. Konwersja nie jest zmianą nominalną, z czego wynika, że z reguły nie zalicza się do konwertytów osób, które przechodzą na inną wiarę w wyniku małżeństwa, przymusu, chęci uzyskania prestiżu społecznego i innych zewnętrznych okoliczności; chyba że towarzyszą temu także wewnętrzne czynniki (np. dysonans poznawczy).
Poza tym termin „konwersja” ma szerszy zakres niż pojęcie doświadczenia religijnego.
Raczej do wyjątków należą ci socjologowie, którzy „ontologizują” pojęcie konwersji. Takie podejście reprezentował Max Heirich. Konwersja była dla niego „procesem zmiany poczucia rzeczywistości, w której jesteśmy zakorzenieni.” Bliskie Heirichowi stanowisko reprezentował Steven Tipton, który „określił konwersję jako zmianę serca, umysłu i sposobu życia, to jest zmianę etyki, doświadczenia i społecznej sytuacji konwertyty.” Przemiana według niego dokonuje się przede wszystkim na poziomie etycznym i psychologicznym. „Jaźń” osiąga swoją pełną integrację przejawiającą się w takich pozytywnych aspektach jak wolność, postęp etyczny, intensywne zaangażowanie w ideologię konfrontującą z rzeczami ostatecznymi. Zachodzi ona zwykle w decydujących momentach życia człowieka.
W odróżnieniu od Tiptona i Heiricha socjologowie często pojmowali konwersję jako zmianę opinii i nawyków, filozofii i sposobu życia jednostki poprzez obserwowalne przejawy uczestnictwa osoby w kulturze. Według Gladys Lang i Kurta Langa „konwersja to zupełny przewrót w obszarze centralnych wartości, który jest względnie stały."
Konwersja przestała być zatem zjawiskiem zarezerwowanym dla religii. Chociaż konwersja religijna była nadal niezmiennie ważna w badaniach, Langowie zauważyli, że może istnieć wiele rodzajów świeckiej konwersji. Ralf Turner i Lewis Kilian stwierdzili, że „proces konwersji zachodzi wówczas, gdy fundamentalne i całkowite odwrócenie od dawnych wartości, postaw i wierzeń wymagane jest dla zaangażowania w ruch społeczny."
Ciekawą teorię świeckiej konwersji na gruncie polskim stworzyła Antonina Kłoskowska. Badała ona przenikania się kultur narodowych na pograniczach. w trakcie badań napotkała przypadki nie tylko swobodnego przyswajania przez jednostki lub grupy elementów innej kultury, lecz także całkowitą wymianę wartości kulturowych. Przez analogię do zjawisk religijnych nazwała ją konwersją narodową.
Jej rozumienie tego pojęcia opiera się na założeniu, iż „identyfikacja narodowa może ulec całkowitej przemianie w toku życia jednostki.” Z tego twierdzenia wynika definicja rozumiana jako „odejście od jednego systemu wartości i przyjęcie innego systemu wartości w tej samej dziedzinie i w tym samym zakresie. Chodzi przy tym o zakres dostatecznie szeroki, z konwersją, bowiem wiąże się zmiana istotnych elementów, przekonań i toku życia ludzkiego. Konwersją, więc nazywa się zmianę religii człowieka wierzącego lub porzucenie ateizmu na rzecz wiary, a także zmianę narodowej przynależności, ale nie zmianę na przykład kierunku artystycznego lub nawet partii politycznej."
Istnieje przy tym coś, co Kłoskowska nazywa konwersją światopoglądową (nie religijną czy narodową). w tym przypadku zmiana ideologiczna wiąże się z istotnym i szerokim przeobrażeniem świata wartości danej osoby.
Richard Travisano jako pierwszy próbował wyodrębnić konwersję od innych zmian w życiu człowieka. W przeciwieństwie do innej radykalnej i odwracalnej „odmiany” (ang. alternation) tożsamości, która jest dopuszczalna w dotychczasowym (starym) uniwersum dyskursu. Konwersja „jest drastyczną zmianą życiową pociągającą zmianę najważniejszych aspektów biografii – negację dotychczasowych tożsamości, zmianę wartości wobec jakiegoś źródła autorytetu i przejście do innego posługującego się innym uniwersum dyskursu, na którym oprze się nowa tożsamość."
Niektórzy badacze łączyli to rozróżnienie z uczestnictwem w dwóch różnych typach grup, nazwanych sektami i kultami. Tomas Pilarzyk tak opisywał różnice między nimi: „Sekty charakteryzują się ekskluzywnym systemem wierzeń i autorytarną społeczną organizacją, wymagają drastycznych zmian życia, znaczenia i tożsamości. Wymagają negacji poprzedniej >>światowej<< tożsamości. Kulty natomiast, w tym socjologicznym rozumieniu, zakładają zmianę stopniową, rozszerzenie dawnej tożsamości, dopuszczają reorganizację w ramach dotychczasowego systemu znaczeń i tożsamości."
Również A.D. Nock był zwolennikiem zawężania pojęcia konwersji. Ukuł on swoją definicję podobnie jak Travisano na zasadzie przeciwieństwa. Skontrastował konwersję z przystąpieniem, uczestnictwo w nowych grupach jest tylko dodatkiem do poprzedniego stylu życia i nie zastępuje go, tak jak w pierwszym. Ponadto w przystąpieniu ważniejsze od samej treści wiary jest przeżycie religijne, oparte nierzadko o wieloznaczne symbole. Terminowi „konwersja” pozostawione zostało znaczenie wykluczające u nawróconych inne zaangażowanie niż to, jakie oferuje nowa grupa.
Inne spojrzenie na ten problem mieli David Snow i Richard Machalek, którzy różne rodzaje zmian (takie jak wyodrębnione przez Travisano czy Nocka) uważali po prostu za typy konwersji. Zdecydowanie sprzeciwili się oni zawężaniu tego terminu tylko do radykalnej zmiany.
Według ich teorii konwersja przybiera cztery formy:
1. Odmiana – odbywająca się w sferze roli, nie pociągającą za sobą różnic w dotychczasowym światopoglądzie jednostki.
2. Konsolidacja – przyjęcie takich wierzeń i praktyk, które umożliwiają pogodzenie sprzecznych zaangażowań.
3. Regeneracja – ożywienie dawnych wartości.
4. Dramatyczna metamorfoza – nagła zmiana w systemie wartości, często powodowana doświadczeniem religijnym.

Wśród socjologicznych teorii konwersji możemy odnaleźć jeszcze wiele różnych typologii. Najważniejsze z nich to wyodrębnienie konwersji wewnątrzkonfesyjnej, w obrębie jednej religii np. chrześcijaństwa, i międzykonfesyjnej przejścia na inną religię.
Ciekawy podział wprowadzili teoretycy skłonni wartościować zachodzącą zmianę. Wyróżnili oni konwersję pozytywną i patologiczną, zwaną czasem regresyjną.
Na przykład Kurt i Gladys Lang nazwali konwersją integracyjną, taką zmianę „która jest wynikiem dojrzewania nowych wglądów, które uwalniają dążenie do ekspansji i twórczości.” Przypisali jej wartość dodatnią, mimo iż podkreślali łączące się z nią odrzucenie manier i konwencji. Kontrastem dla tego zjawiska było przystąpienie do ruchu religijnego, wiążące się z wrogością wobec grup zewnętrznych, emocjonalizmem i resentymentami. Dezintegruje ono wtedy jednostkę i przyczynia się do pogłębienia jej wewnętrznych konfliktów.
Langowie byli także zwolennikami rozróżnienia na konwersję indywidualną i kolektywną, której najlepszą egzemplifikację widzieli w protestanckich ruchach rewiwalistycznych.
Kryterium, jakim kierowali się w swojej typologii Turner i Kilian to stopień radykalności przyjęcia nowego zaangażowania. Kolejno, więc, konwersja spektakularna charakteryzowała uczestników ruchów kontestujących społeczne i kulturowe status quo. Często jej wyrazem było zerwanie związków z zewnętrznym środowiskiem. Mogła wiązać się także z kolektywizacją własności i ograniczeniem niezawisłości osoby. Konwersja nie spektakularna charakteryzowała takie ruchy, w których osobiste koszty uczestnictwa i działalności nie były wysokie.